# Garzau-Garzin
Garzau-Garzin – gmina w Niemczech, w kraju związkowym Brandenburgia, w powiecie Märkisch-Oderland, wchodzi w skład urzędu Märkische Schweiz.